# 綴喜郡
綴喜郡（日语：／ Tsuzuki gun */?）是位於京都府南部的郡，現轄有以下2町：
- 井手町
- 宇治田原町

在1879年日本實施郡區町村編制法時的轄區還包括現在的京田邊市全部地區、八幡市的大部分地區、城陽市南半部地區、京都市伏見區南部部分地區。

## 歷史
在令制國時代屬於山城國，江戶時代西部部區域屬於淀藩的領地，東半部則為皇室的領地；明治維新後，皇室的領地先於1868年被劃入新設立的京都府，淀藩則在1871年改設為淀縣，但僅四個月後，也被併入京都府。
1879年實施郡區町村編制法，正式的設置了近代的行政區劃「綴喜郡」，郡役所設於田邊村（位於現在的京田邊市）。

### 沿革

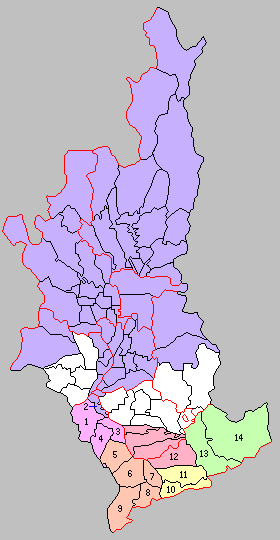
1889年綴喜郡轄下的行政區劃：
1.八幡町 2.美豆村 3.都都城村 4.有智鄉村 5.大住村 6.田邊村 7.草內村 8.三山木村 9.普賢寺村 10.井手村 11.多賀村 12.青谷村 13.田原村 14.宇治田原村
（紫色：現屬京都市、紅色：現屬城陽市、桃色：現屬八幡市、橙色：現屬京田邊市、黄色：現屬井手町、綠色：現屬宇治田原町

- 1889年4月1日：實施町村制，綴喜郡下設：八幡町、美豆村（日语：美豆村）、都都城村（日语：都々城村）、有智鄉村（日语：有智郷村）、大住村（日语：大住村）、田邊村（日语：田邊村）、草內村（日语：草內村）、三山木村（日语：三山木村）、普賢寺村（日语：普賢寺村）、井手村、多賀村（日语：多賀 (井手町)）、青谷村（日语：青谷村）、田原村（日语：田原村 (京都府)）、宇治田原村（日语：宇治田原村）。（1町13村）
- 1899年07月1日：實施郡制（日语：郡制），設立郡參事會（日语：郡参事会）。
- 1906年10月12日：田边村改制为田邊町。[2]（2町12村）
- 1923年04月1日：廢除郡會和郡參事會。
- 1926年07月1日：廢除郡役所，此後郡不再作為行政區劃，只作為地名的表示。
- 1927年01月1日：井手村改制为井手町。（3町11村）
- 1935年04月1日：美豆村被并入久世郡淀町。（3町10村）
- 1951年04月1日：（3町5村）
  - 普贤寺村、三山木村、草內村、大住村被并入田边町。[2]
  - 青谷村和久世郡久津川村（日语：久津川村）、寺田村（日语：寺田村 (京都府)）、富野莊村（日语：富野荘村）合并城阳町，隸屬久世郡。
- 1954年10月1日：都都城村和有智乡村被并入八幡町。[3]（3町3村）
- 1956年09月30日：宇治田原村和田原村合并為宇治田原町。[4]（4町1村）
- 1958年04月1日：井手町和多贺村合并為新設立的井手町。[5]（4町）
- 1977年11月1日：八幡町改制为八幡市[3]，并脱离缀喜郡。（3町）
- 1997年04月1日：田边町改制并改名為京田边市[2]，并脱离缀喜郡。（2町）

### 變遷表
| 1889年4月1日   | 1889年 - 1926年       | 1926年 - 1944年             | 1945年 - 1954年             | 1955年 - 1989年          | 1989年 - 现在            | 现在                     |
| -------------- | --------------------- | --------------------------- | --------------------------- | ------------------------ | ------------------------ | ------------------------ |
| 田边村         | 1906年10月12日 田边町 | 1906年10月12日 田边町       | 1906年10月12日 田边町       | 田边町                   | 1997年4月1日 京田边市    | 1997年4月1日 京田边市    |
| 普贤寺村       | 普贤寺村              | 普贤寺村                    | 1951年4月1日 并入田边町     | 田边町                   | 1997年4月1日 京田边市    | 1997年4月1日 京田边市    |
| 三山木村       |                       |                             | 1951年4月1日 并入田边町     | 田边町                   | 1997年4月1日 京田边市    | 1997年4月1日 京田边市    |
| 草内村         |                       |                             | 1951年4月1日 并入田边町     | 田边町                   | 1997年4月1日 京田边市    | 1997年4月1日 京田边市    |
| 大住村         |                       |                             | 1951年4月1日 并入田边町     | 田边町                   | 1997年4月1日 京田边市    | 1997年4月1日 京田边市    |
| 八幡町         | 八幡町                | 八幡町                      | 八幡町                      | 1977年11月1日 八幡市     | 1977年11月1日 八幡市     | 1977年11月1日 八幡市     |
| 都都城村       | 都都城村              | 都都城村                    | 1954年10月1日 并入八幡町    | 1977年11月1日 八幡市     | 1977年11月1日 八幡市     | 1977年11月1日 八幡市     |
| 有智乡村       |                       |                             | 1954年10月1日 并入八幡町    | 1977年11月1日 八幡市     | 1977年11月1日 八幡市     | 1977年11月1日 八幡市     |
| 井手村         | 井手村                | 1927年1月1日 井手町         | 1927年1月1日 井手町         | 1958年4月1日 井手町      | 1958年4月1日 井手町      | 1958年4月1日 井手町      |
| 多贺村         |                       |                             |                             | 1958年4月1日 井手町      | 1958年4月1日 井手町      | 1958年4月1日 井手町      |
| 宇治田原村     | 宇治田原村            | 宇治田原村                  | 宇治田原村                  | 1956年9月30日 宇治田原町 | 1956年9月30日 宇治田原町 | 1956年9月30日 宇治田原町 |
| 田原村         |                       |                             |                             | 1956年9月30日 宇治田原町 | 1956年9月30日 宇治田原町 | 1956年9月30日 宇治田原町 |
| 美豆村         | 美豆村                | 1935年4月1日 并入久世郡淀町 | 1935年4月1日 并入久世郡淀町 | 1957年4月1日 并入京都市  | 1957年4月1日 并入京都市  | 1957年4月1日 并入京都市  |
| 青谷村         | 青谷村                | 青谷村                      | 1951年4月1日 久世郡城阳町   | 1972年5月5日 城阳市      | 1972年5月5日 城阳市      | 1972年5月5日 城阳市      |
| 久世郡寺田村   |                       |                             | 1951年4月1日 久世郡城阳町   | 1972年5月5日 城阳市      | 1972年5月5日 城阳市      | 1972年5月5日 城阳市      |
| 久世郡久津川村 |                       |                             | 1951年4月1日 久世郡城阳町   | 1972年5月5日 城阳市      | 1972年5月5日 城阳市      | 1972年5月5日 城阳市      |
| 久世郡富野莊村 |                       |                             | 1951年4月1日 久世郡城阳町   | 1972年5月5日 城阳市      | 1972年5月5日 城阳市      | 1972年5月5日 城阳市      |